# 979 Ilsewa
Ilsewa (asteroide 979) é um asteroide da cintura principal com um diâmetro de 36,82 quilómetros, a 2,735728 UA. Possui uma excentricidade de 0,1337789 e um período orbital de 2 050,04 dias (5,62 anos).
Ilsewa tem uma velocidade orbital média de 16,7598708 km/s e uma inclinação de 10,10058º.
Esse asteroide foi descoberto em 29 de Junho de 1922 por Karl Reinmuth.